# Grlo
Grlo este un povârniș muntos localizat în Alpii Dinarici din partea centrală a statului Muntenegru. Este situat la o distanță de circa 25 km nord de capitala statului, Podgorica, și are o altitudine de circa 1524 m..